# Медаль «За відмінну службу з охорони громадського порядку»
Меда́ль «За відмі́нну слу́жбу з охоро́ни грома́дського поря́дку» — медаль, державна нагорода СРСР. Введена указом Президії Верховної Ради СРСР 1 листопада 1950 року.

## Опис
Медаль «За відмінну службу з охорони громадського порядку» має форму правильного круга діаметром 32 мм, виготовлялася зі срібла, а з 1960 року — з нейзильберу.
На лицьовому боці — напис у п'ять рядків «За отличную службу по охране общественного порядка», угорі — п'ятикутна зірочка.
На зворотному боці — зображення державного герба СРСР, нижче — напис «СССР». Усі зображення і написи на медалі — випуклі.
Медаль «За відмінну службу з охорони громадського порядку» за допомогою вушка і кільця з'єднується з п'ятикутною колодочкою, обтягнутою шовковою муаровою стрічкою синього кольору завширшки 24 мм. По краях стрічки — подовжні червоні смужки завширшки 5 мм, у центрі — дві подовжні червоні смужки завширшки 1 мм.

## Нагородження медаллю
Медаллю «За відмінну службу з охорони громадського порядку» нагорожувалися:
- рядовий та керівний склад органів внутрішніх справ та військовослужбовці внутрішніх військ за подвиги та заслуги, виявлені при охороні громадського порядку та боротьбі з кримінальною злочинністю;
- члени добровільних народних дружин та інші громадяни за активну участь в охороні громадського порядку та виявлені при цьому хоробрість та самовідданість.

Підставами для нагородження медаллю були:
- хоробрість та самовідданість, виявлені при ліквідації злочинних груп або затриманні кримінальних злочинців;
- сміливі, уміло проведені дії із запобігання запланованих та розкриття скоєних кримінальних злочинів;
- активна робота з усунення причин та умов, що сприяють злочинним проявам;
- уміла організація роботи органів внутрішніх справ, частин та підрозділів внутрішніх військ з охорони громадського порядку та боротьби з кримінальною злочинністю;
- бездоганна служба в органах внутрішніх справ, у частинах та підрозділах внутрішніх військ;
- активна участь в охороні громадського порядку та виявлені при цьому хоробрість та самовідданість, активна боротьба з хуліганством, пияцтвом, крадіжками соціалістичної та особистої власності громадян, порушенням правил радянської торгівлі, спекуляцією, самогоноварінням та іншими порушеннями, що чинять шкоду суспільству.

Медаль носиться на лівій стороні грудей, за наявності у нагородженого інших медалей СРСР розташовується після медалі «За відзнаку в охороні державного кордону СРСР».
Усього медаллю «За відмінну службу з охорони громадського порядку» було проведено близько 47 000 нагороджень.